# ميدالية موفزيس كوريناتسي
ميدالية موفزيس كوريناتسي (بالأرمنية:Մովսես Խորենացու մեդալ) هي أعلى جائزة ثقافية في أرمينيا. يقدمها رئيس أرمينيا للأشخاص الذين ساهموا بشكل كبير في تقدم الثقافة الأرمنية.
حصل الفنان ريتشارد جرانيان على ميدالية موفزيس كوريناتسي في عام 2011 وعازف البيانو ساهان أرزروني عام 2015.